# Lago Champlain
El lago Champlain es un lago del noreste de América del Norte en Estados Unidos y Canadá, que hace de frontera entre los estados de Nueva York y Vermont y se introduce 10 km en Quebec. Su nombre proviene del navegante y cartógrafo francés Samuel de Champlain (c. 1567-1635). 
Es el cuarto lago de agua dulce más grande de Estados Unidos. Tiene una superficie de 1130 km², una longitud de 201 km y una profundidad de 122 m. Tiene numerosas islas, entre las que se encuentran, Grande, La Motte y Valcour. Las principales ciudades de sus orillas son Burlington, en Vermont, y Plattsburgh y Crown Point en Nueva York.

## Historia
En la orilla sur de este lago se encuentra el fuerte Ticonderoga, que fue capturado el 10 de mayo de 1775, en una acción perteneciente al asedio de Boston en la Guerra de Independencia de los Estados Unidos.
George Washington, que era comandante en jefe de la Armada Continental, supo que en el mal defendido fuerte Ticonderoga había unos importantes cañones que les servirían a los patriotas para inclinar la balanza a su favor en el asedio de Boston, y mandó al general Benedict Arnold a capturar dicho fuerte.
El destacamento de Arnold, junto con los Green Mountains Boys de Ethan Allen, capturaron el fuerte el 10 de mayo de 1775. Luego quedaba la compleja tarea de llevar el armamento a lo largo de unos 300 km hasta Boston. Esta tarea de transporte, llevada a cabo durante los tres meses del invierno de 1775-1776, fue liderada por Henry Knox, y se llamó el "noble tren de artillería".
- Datos: Q68467
- Multimedia: Lake Champlain / Q68467